# Lama glama
La llama (Lama glama) es una especie de mamífero artiodáctilo doméstico de la familia Camelidae, nativa de Sudamérica.
Fue domesticada por los pueblos andinos nativos mediante selección artificial a partir del guanaco. Según estudios de ADN, esto ocurrió, en principio de manera independiente en tiempo y espacio, en sectores del norte de Argentina, el oeste de Bolivia, el norte de Chile y el sur de Perú. Este mamífero fue aprovechado al máximo por el Imperio inca, que obtenía de él carne y lana, y era usado también como animal de carga (el único antes de la llegada de los españoles a América, con excepción de los perros de los trineos inuit).

## Los orígenes de la llama

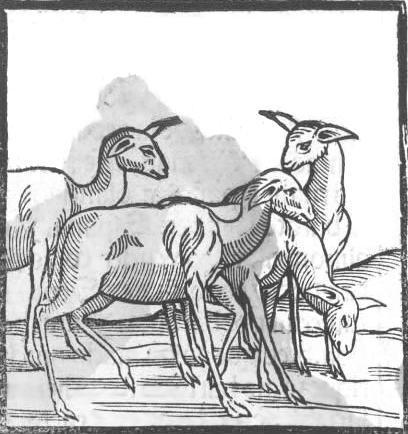
Primera imagen vista en Europa de llamas (1553).

El jesuita José de Acosta escribe un libro llamado La Historia Natural y Moral de las Indias donde intenta explicar el origen de los camélidos. En el capítulo titulado: «Como sea posible haber en Indias animales que no hay en otra parte del mundo» da una versión evolucionista revolucionaria para la época, en la cual plantea que el problema que resolver es saber si estos animales difieren específica y esencialmente del resto de los animales o si su diferencia es accidental. Dice de las llamas que «es el animal de mayores provechos y menores gastos de cuantos se conocen» y afirma que Dios unió en la misma especie ovejas y burros.
Para los integrantes del Imperio inca la creación de las llamas se explica mediante un mito muy especial: el hijo de Manco Cápac y Mama Ocllo (los fundadores míticos del imperio inca, en una de sus leyendas), se enamoró de una de sus hermanas menores que estaba destinada a ser una Virgen del Sol. Obviamente el emperador inca prohibió el matrimonio y los jóvenes desobedeciéndolo huyeron al campo, con lo que su padre los condenó a muerte. La madre pidió clemencia al dios Viracocha, quien se apiadó de ella convirtiéndolos en una pareja de llamas. Un día Manco Cápac oyó hablar de la existencia de dos animales que vagaban con una mirada humana en sus ojos y ordenó que los capturasen y llevasen al Cusco y cuando los tuvo delante, los reconoció y los mandó sacrificar. Los espíritus emprendieron viaje por la Vía Láctea a la morada de Viracocha. Se dice que cuando las llamas lleguen a su destino, recuperarán su forma humana y regresarán al mundo para un nuevo reino con armonía entre los hombres.

## Clasificación taxonómica

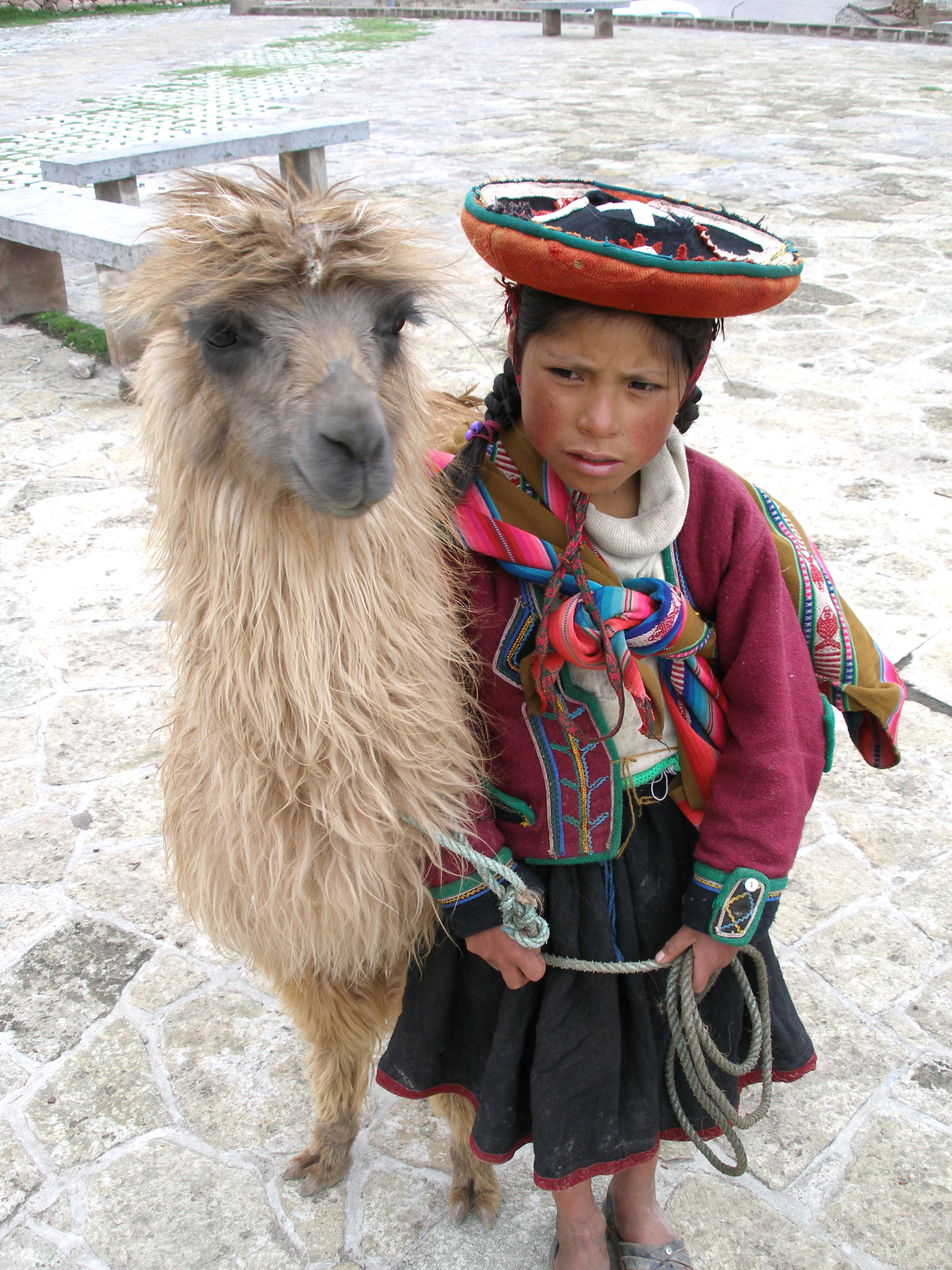
Una niña quechua vestida a la usanza tradicional con una llama en Cuzco, Perú.

Los lamoides, o llamas (como se les conoce más generalmente como grupo), están formados por la vicuña (Vicugna vicugna, prev. Lama vicugna), el guanaco (Lama guanicoe), la alpaca suri y la alpaca huacaya (Vicugna pacos, prev. Lama guanicoe pacos), y la llama doméstica (Lama glama). Los guanacos y las vicuñas viven en libertad, mientras que las llamas y las alpacas sólo existen como animales domésticos. Aunque los primeros escritores comparaban las llamas con las ovejas, pronto se reconoció su similitud con el camello. Se incluyeron en el género Camelus junto con la alpaca en el Systema Naturae (1758) de Carl Linnaeus. Sin embargo, Georges Cuvier las separó en 1800 con el nombre de lama junto con el guanaco. El análisis de ADN ha confirmado que el guanaco es el antepasado salvaje de la llama mientras que la vicuña es el ancestro salvaje de la alpaca; estos dos últimos se incluyeron en el género 
Vicugna.
Los géneros Lama y Vicugna son, con las dos especies de camellos verdaderos, los únicos representantes existentes de una sección muy distinta de los Artiodactyla o ungulados pares, llamados Tylopoda, o con "pies con protuberancias", por las peculiares protuberancias de la planta de los pies. Los Tylopoda forman una sola familia, los Camelidae, y comparten el orden Artiodactyla con los Suina (cerdos), los Tragulina (chevrotains), los Pecora (rumiantes) y los Whippomorpha (hipopótamos y cetáceos, que pertenecen a Artiodactyla desde un punto de vista cladístico, si no tradicional). Los Tylopoda tienen más o menos afinidad estos taxones, se sitúan en algunos aspectos en una posición intermedia entre ellos, compartiendo algunas características de cada uno, pero en otros mostrando especiales que no se encuentran en ninguno de los otros taxones.

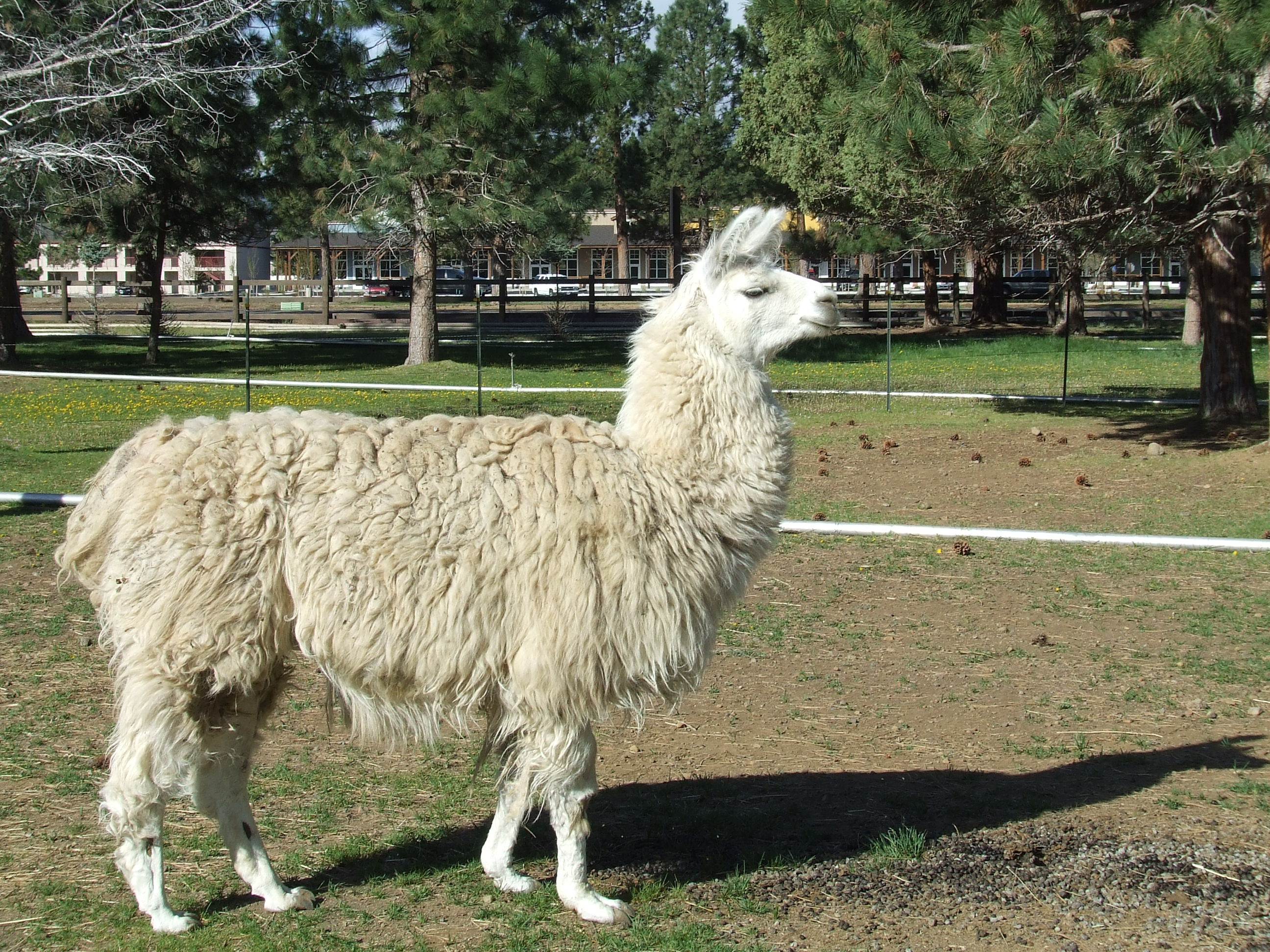
Una llama doméstica.

Los descubrimientos del siglo XIX de una vasta e inesperada fauna paleógena extinguida de Norteamérica, según la interpretación de los paleontólogos Joseph Leidy, Edward Drinker Cope y Othniel Charles Marsh, ayudaron a comprender la historia temprana de esta familia.[cita requerida] Las llamas no siempre estuvieron confinadas a Sudamérica; se encontraron abundantes restos similares a las llamas en depósitos del Pleistoceno en las Montañas Rocosas y en Centroamérica. Algunos fósiles de llamas eran mucho más grandes que las formas actuales. Algunas especies permanecieron en Norteamérica durante las últimas glaciaciones. Las llamas norteamericanas se clasifican como un único género extinto, Hemiauchenia. Los animales parecidos a las llamas eran comunes hace 25.000 años en las actuales California, Texas, Nuevo México, Utah, Misuri y Florida.
El linaje de los camélidos cuenta con un buen registro fósil. Se han rastreado animales parecidos a los camélidos desde las especies modernas completamente diferenciadas hasta las primeras formas del Mioceno. Sus características se generalizaron y perdieron las que los distinguían como camélidos, por lo que se clasificaron como artiodáctilos ancestrales. No se han encontrado fósiles de estas formas anteriores en el Viejo Mundo, lo que indica que Norteamérica fue el hogar original de los camélidos y que los antepasados de los camélidos del Viejo Mundo cruzaron a través del puente terrestre Puente de Beringia del Estrecho de Bering desde Norteamérica. La formación del istmo de Panamá hace tres millones de años permitió a los camélidos extenderse a Sudamérica como parte del Gran Intercambio Americano, donde siguieron evolucionando. Mientras tanto, los camélidos norteamericanos se extinguieron a finales del Pleistoceno.

## Chilihueque

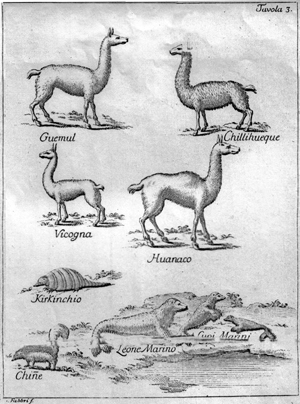
Ilustración de 1776 de varias láminas, incluido el chilihueque en la parte superior derecha.

El chilihueque, chilliweke, o hueque fue una variedad o especie de guanaco en América del Sur que existió en el centro y sur-centro de Chile en la época prehispánica y colonial. Hay dos hipótesis sobre su estado entre los camélidos de Sudamérica:
- la primera sugiere que son guanacos domesticados localmente;
- la segunda, que son una variedad de llamas traídas del norte al centro-sur de Chile. La alpaca también se ha sugerido como su posible identidad.[13]

Según Juan Ignacio Molina, el capitán neerlandés Joris van Spilbergen observó el uso de chilihueques por los mapuches de la isla Mocha como animales arados en 1614.
Las poblaciones de chilihueques disminuyeron hacia la extinción en los siglos XVI y XVII, siendo reemplazadas por ganado europeo. Las causas de su extinción no están claras, pero se cree que la introducción de ovejas causó competencia entre ambas especies. A fines del siglo XVIII el chilihueque había desaparecido del territorio nacional; y según Tomás Guevara, solo los mapuches de Mariquina y Huequén junto con los de Angol criaron a los últimos ejemplares.

## Taxonomía
La llama, taxonómicamente, es una subespecie del guanaco. La especie completa considera a los siguientes:
- Lama guanicoe cacsilensis - guanaco peruano o del norte.
- Lama guanicoe glama - llama (la única doméstica de las tres).
- Lama guanicoe guanicoe - guanaco austral o del sur.

### Hibridación
La cama es un híbrido entre una llama y un dromedario, demostrando la cercanía genética entre ambas tribus en que está subdividida la subfamilia Camelinae.

## Reproducción de las llamas

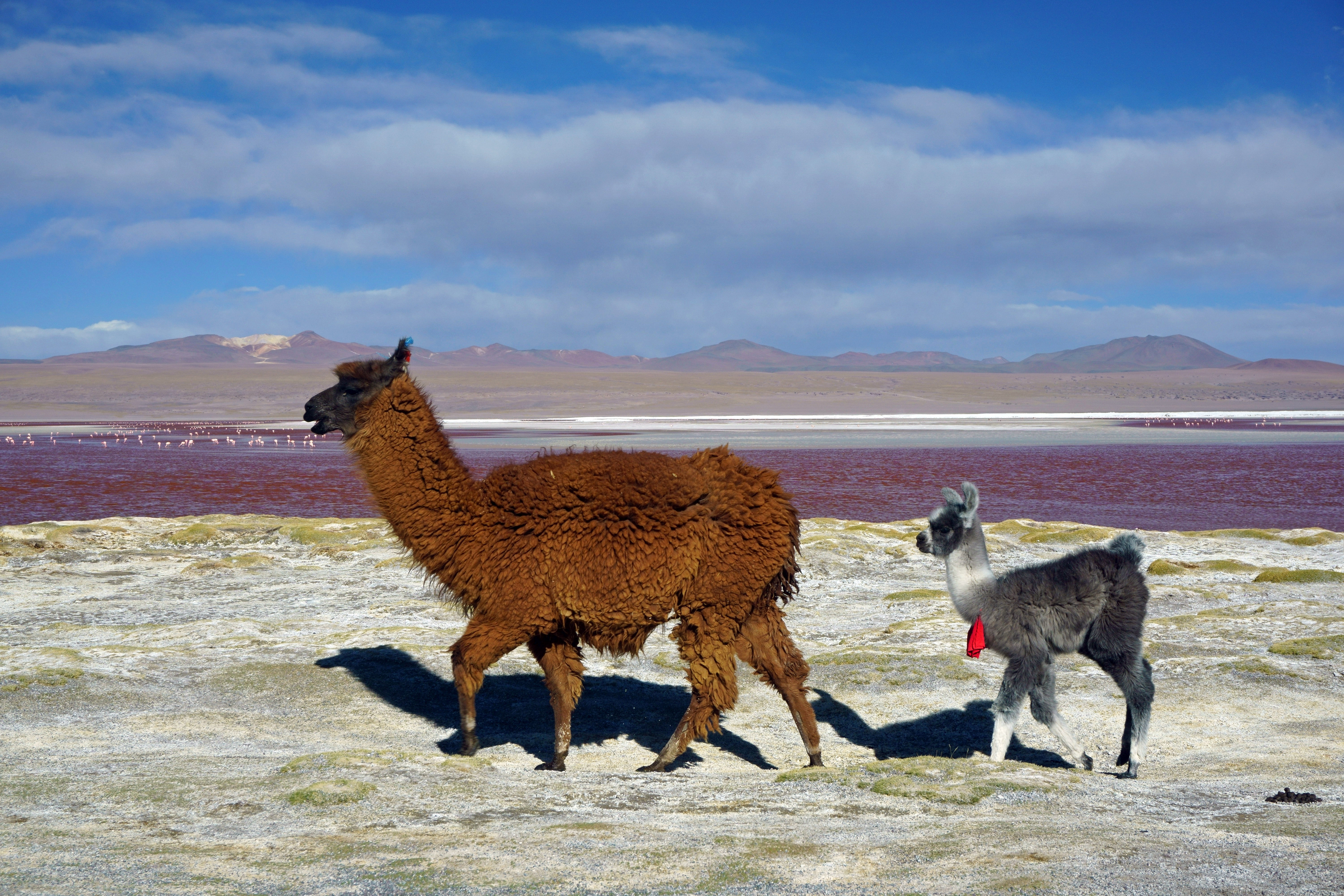
Madre y su cría en la Laguna Colorada, Reserva Nacional de Fauna Andina Eduardo Avaroa, Bolivia.

Las llamas tienen un ciclo reproductivo inusual para un animal de gran tamaño. Las llamas hembras son ovuladoras inducidas. En el acto del apareamiento, la hembra libera un óvulo y a menudo es fecundado en el primer intento. Las llamas hembras no "entran en celo".
Al igual que los humanos, los machos y las hembras de llama maduran sexualmente a ritmos diferentes. Las hembras alcanzan la pubertad alrededor de los 12 meses, mientras que los machos no alcanzan la madurez sexual hasta los tres años.

### Apareamiento
Las llamas se aparean en posición kush (tumbadas), similar a la de los grandes felinos y caninos, lo cual es bastante inusual en un animal de gran tamaño. Se aparean durante un tiempo prolongado (20-45 minutos), también inusual en un animal grande.

### Gestación
El periodo de gestación de una llama es de 11,5 meses (350 días). Las madres (llamas hembras) no lamen a sus crías, ya que tienen una lengua adherida que no llega fuera de la boca más allá de 1,3 cm (media pulgada). En su lugar, acarician y emiten sonidos hacia sus recién nacidos.

## La importancia económica de la llama

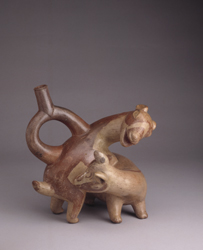
Botella mochica representando llamas. Museo Larco (Lima, Perú).

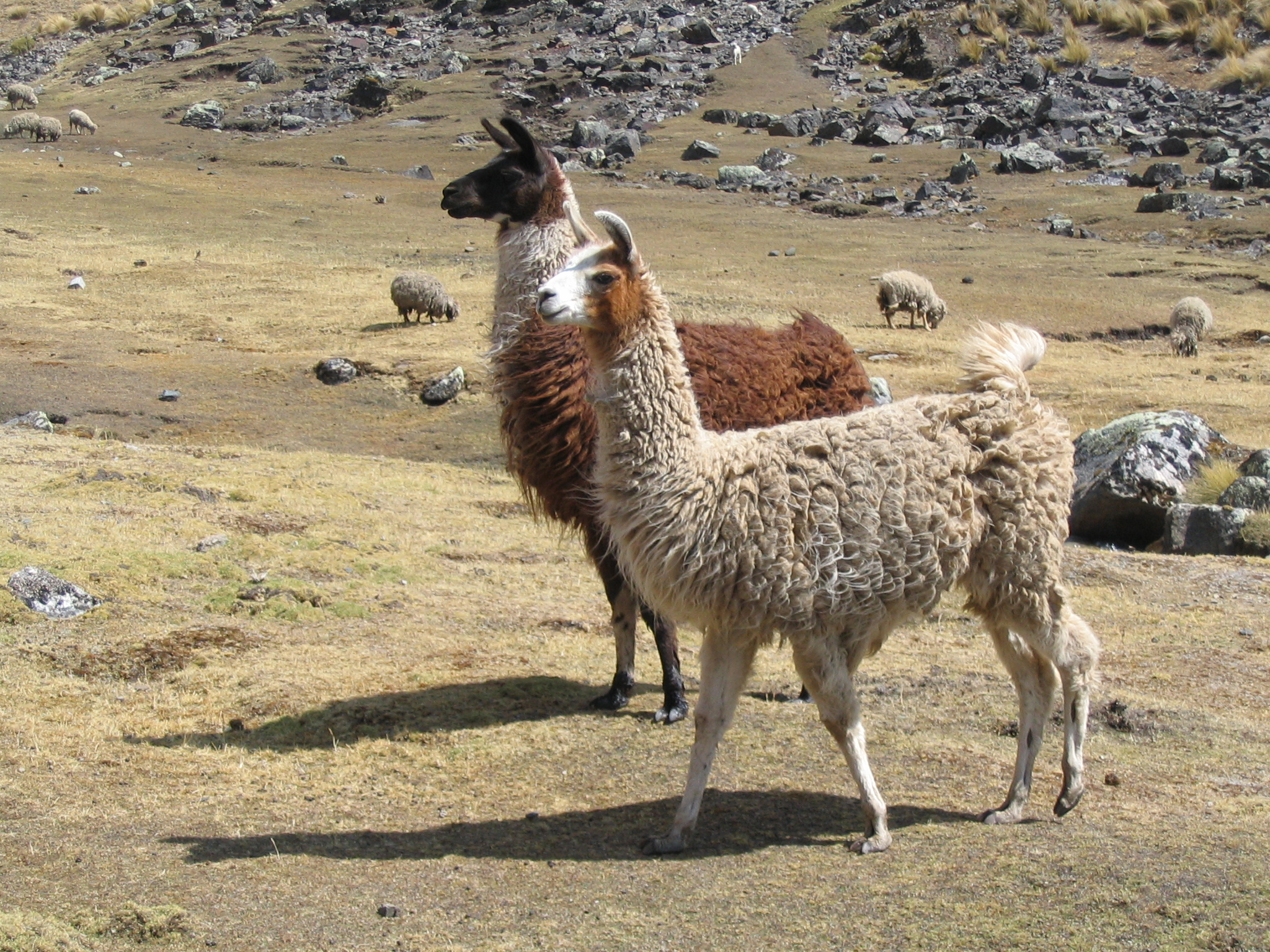
Llamas cerca del Illimani.

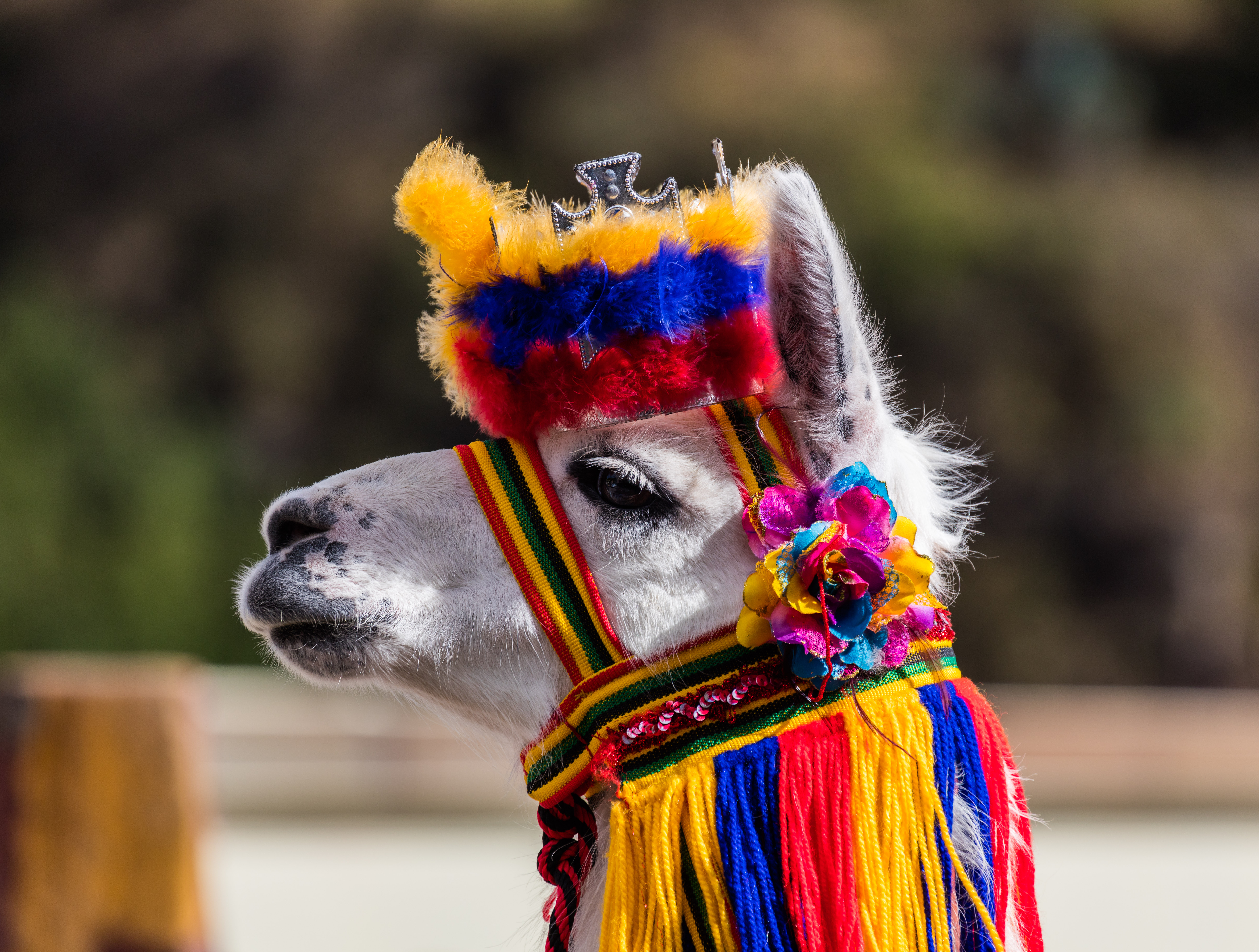
Llama como reclamo turístico.

Antes de la presencia española, las llamas fueron representadas en la cerámica mochica (200-600 d. C.) y constituyeron los únicos animales ungulados domésticos del Imperio inca. Fueron apreciados no solamente como bestias de carga, sino también por su carne y lana. Hasta la llegada de los españoles, las llamas fueron utilizadas en lugar del caballo, del buey, de la cabra y de las ovejas, animales originarios del Viejo Mundo, pero su escasa eficiencia hizo que fueran rápidamente desplazadas a un segundo plano por estas especies tras la conquista.
Eran usadas por todos los pueblos andinos desde Ecuador hasta el archipiélago de Chiloé, en el sur de Chile. Su población antes de la conquista se estima entre treinta y cincuenta millones de animales; eran el principal ganado de estas tribus y naciones, gozando de gran consideración —en cambio, había pocos guanacos y alpacas, y la caza de la vicuña estaba prohibida bajo pena de muerte por orden del mismo Sapa Inca. En comparación, Fernand Braudel estimaba que en la segunda mitad del siglo XVIII había en toda Europa treinta y ocho millones de animales de labor, uno por cada cuatro habitantes.
Después de la conquista su población se redujo marcadamente, al igual que la de los indígenas; estos decayeron a un quinto de su población en un siglo y las llamas aún más, a apenas una décima parte. A inicios del siglo XXI hay aproximadamente siete millones de llamas en Sudamérica, otras ciento cincuenta y ocho mil en Estados Unidos y Canadá.

## Su uso en elsigloXXI
La llama sigue siendo utilizada por los pobladores andinos por su lana, carne y como transporte de mercancías. Su fibra se usa para tejer abrigos, su excremento sirve como guano para las cosechas de los andinos. Aún hoy, en Perú y en las zonas andinas de Bolivia y del norte de Argentina, su lana, de buena calidad, es producida y comercializada.

## La llama y los escudos andinos
La llama es el símbolo patrio boliviano que representa al reino animal o fauna autóctona de Bolivia y se encuentra representada en el Escudo de Bolivia desde 2004, al sustituir a la alpaca. También aparecía en el primer escudo del Perú de 1821, si bien luego fue reemplazada por una vicuña. Cabe destacar que la llama también está presente en los escudos comunales de las ciudades chilenas de Calama y Putre. La llama también significa características como la resistencia, la supervivencia, el equilibrio, y la comunidad. 

Escudo del Perú (1821-1825).
Escudo de Bolivia.
Escudo de Calama.
Escudo de Putre.